# Seksbom

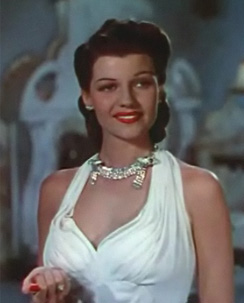
Rita Hayworth in Blood and Sand (1941)

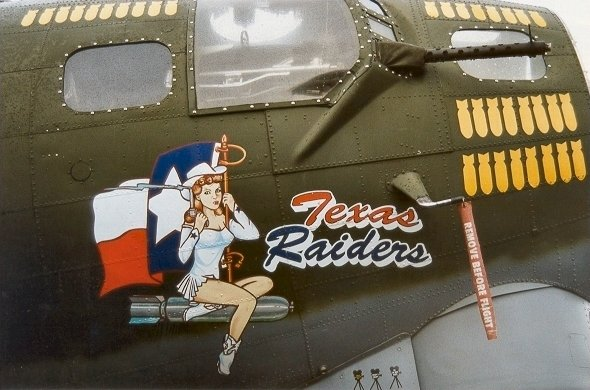
Pin-upgirl die een bom berijdt, afgebeeld op een B-17 Flying Fortress bommenwerper

Seksbom, een samenstelling uit seks en bom, is een term die sedert de jaren vijftig in de omgangstaal in gebruik is geraakt voor een stereotype van vrouwen met een sterke seksuele uitstraling of geprononceerde vrouwelijke lichaamsvormen. Ook in onder meer het Duitse taalgebied gebruikt men deze term. Een iets 'nettere' benaming is sekssymbool, maar die term heeft niet slechts betrekking op vrouwen, in tegenstelling tot het meer populaire 'seksbom'. 
In het Engelse taalgebied komt het begrip voor, maar is het minder verbreid. Vaker wordt daar de term bombshell gehanteerd, een verwijzing naar de  Hollywood-film Bombshell uit 1933 met Jean Harlow in de hoofdrol. Vaak waren dergelijke vrouwen blondines, daarom werd veelal gesproken van blonde bombshells. In tijdschriften werden dergelijke vrouwen geportretteerd als pin-upgirl.
Klassieke seksbommen waren onder anderen Mae West, Rita Hayworth, Marilyn Monroe, Brigitte Bardot, Jayne Mansfield, Anita Ekberg en Raquel Welch. 
De Welshe zanger Tom Jones had in 2000 een hit met het lied Sex Bomb.